# Кухтерины

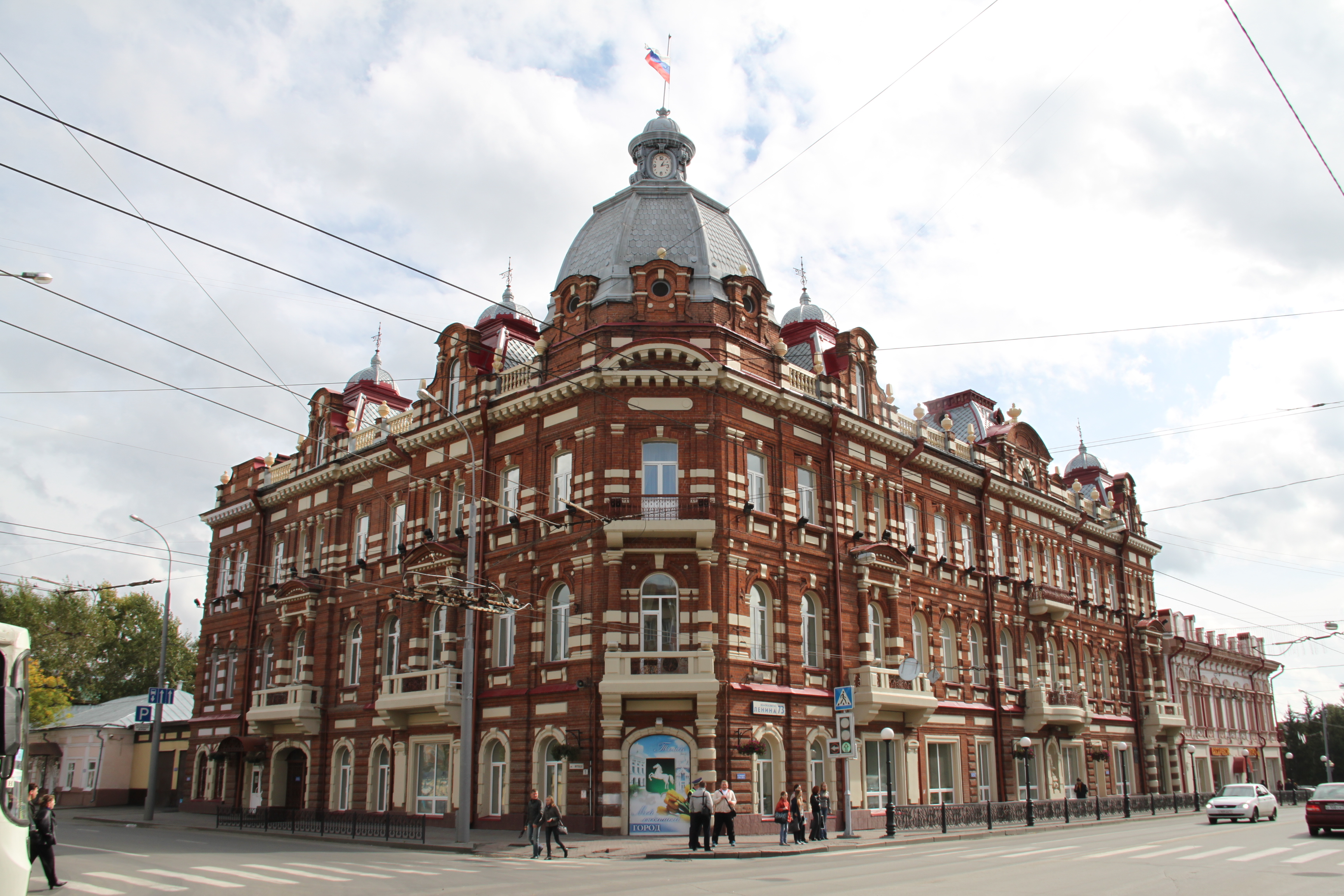
Здание бывшего торгового дома «Кухтерин и сыновья». Томск (ныне — здание городской мэрии)

Кухте́рины — род русских купцов и промышленников.

## История
Происходят из государевых ямщиков, поселённых в Сибири по грамоте царя Бориса Годунова для несения ямской повинности.
Со временем семейное дело Кухтериных получило значительное развитие, во второй половине XIX века оборот перевозимых Кухтериными грузов достигал 20 % от всех перевозимых по Сибирскому тракту грузов, на Кухтерина работало 3 тысячи извозчиков. Грузы доставлялись в Москву, Тюмень, Нижний Новгород, Казань, Иркутск, Кяхту, Ленские и Енисейские золотые прииски. С 1870 года проживали в Томске. В 1887 году было создано товарищество «Е. Н. Кухтерин и сыновья». Подворье Кухтериных в Томске находилось на Иркутской улице (ныне — улица Пушкина).
Ещё 10 лет после прокладки железной дороги Кухтерины успешно конкурировали с железнодорожным грузовым транспортом.
Кухтериными в Томске были организованы винокуренный завод, мукомольные мельницы, кожевенное производство, спичечная фабрика . Капитал торгового дома «Е. Н. Кухтерин и сыновья» в 1911 году оценивался в 3 000 000 руб., в 1918 — в 5 000 000 руб. В 1920 году предприятия торгового дома были национализированы советской властью.

## Общественная деятельность
Алексей Кухтерин был избран в почётные члены общественного собрания Томска, внёс в фонд строительства здания 10 000 рублей (в советское время здание занимал томский Дом офицеров).
В 1898 году, желая отметить 25-летнюю службу своего московского доверенного П. В. Верхоланцева, Кухтерины учредили стипендию его имени в Томском университете и внесли в фонд стипендии 6000 рублей.

## Видные представители
Основателем династии считается Евграф Николаевич Кухтерин (20.06.1834, деревня Щукино Тюменского округа Тобольской губернии—26.08.1887, Томск).
- Кухтерин, Алексей Евграфович[3] (13.03.1861—1.03.1911) — томский купец;
- Кухтерин, Иннокентий Евграфович[3] (14.10.1870—3.08.1911) — томский купец, потомственный почётный гражданин;
- Кухтерин, Александр Евграфович[3] (15.05.1869—после 1920) — томский купец;

Потомки Кухтериных живут в настоящее время в Томске, Новосибирске (по некоторым данным — также в Москве и на Урале).

## Известные адреса
Томск

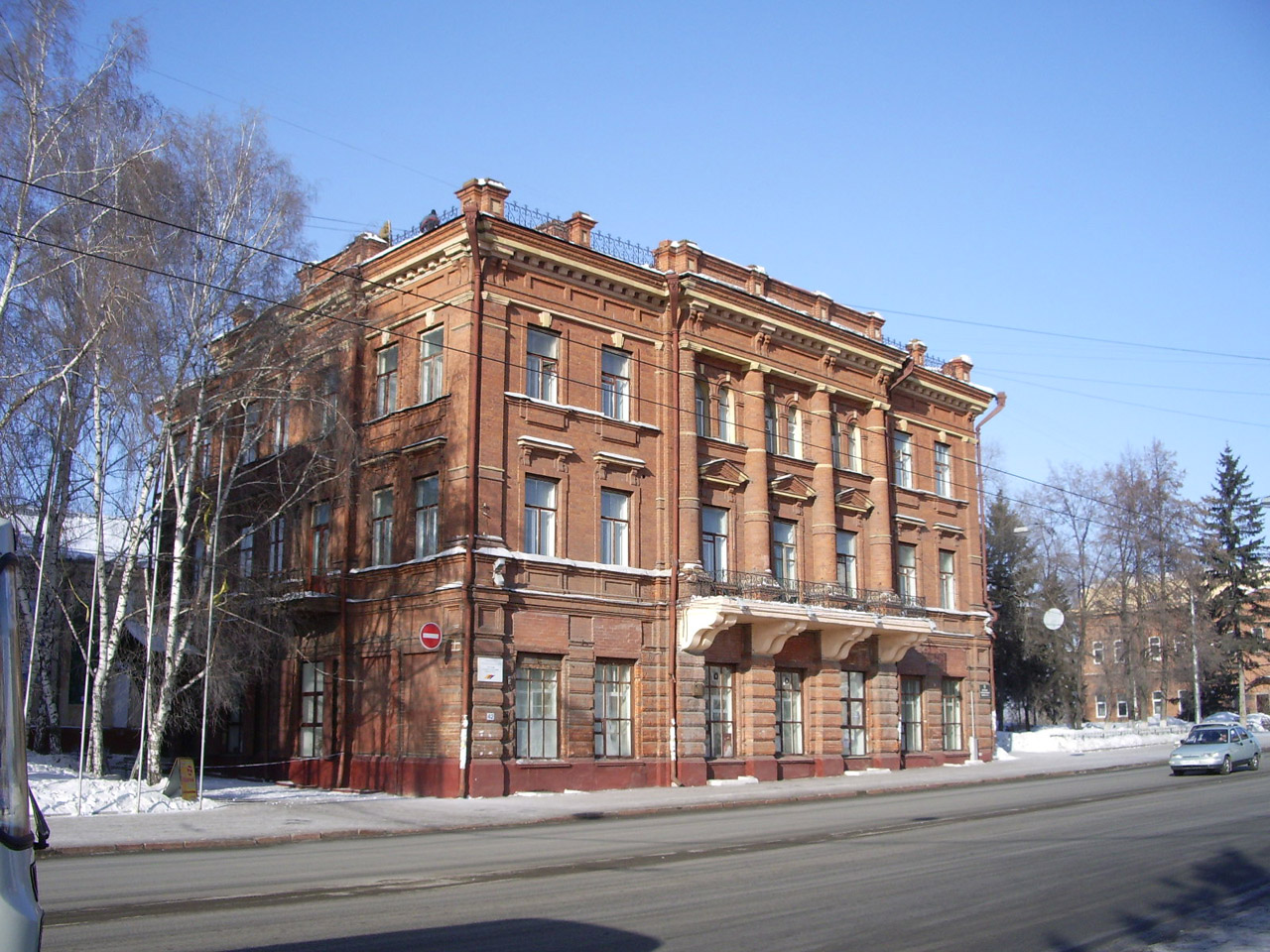
проспект Ленина, 42

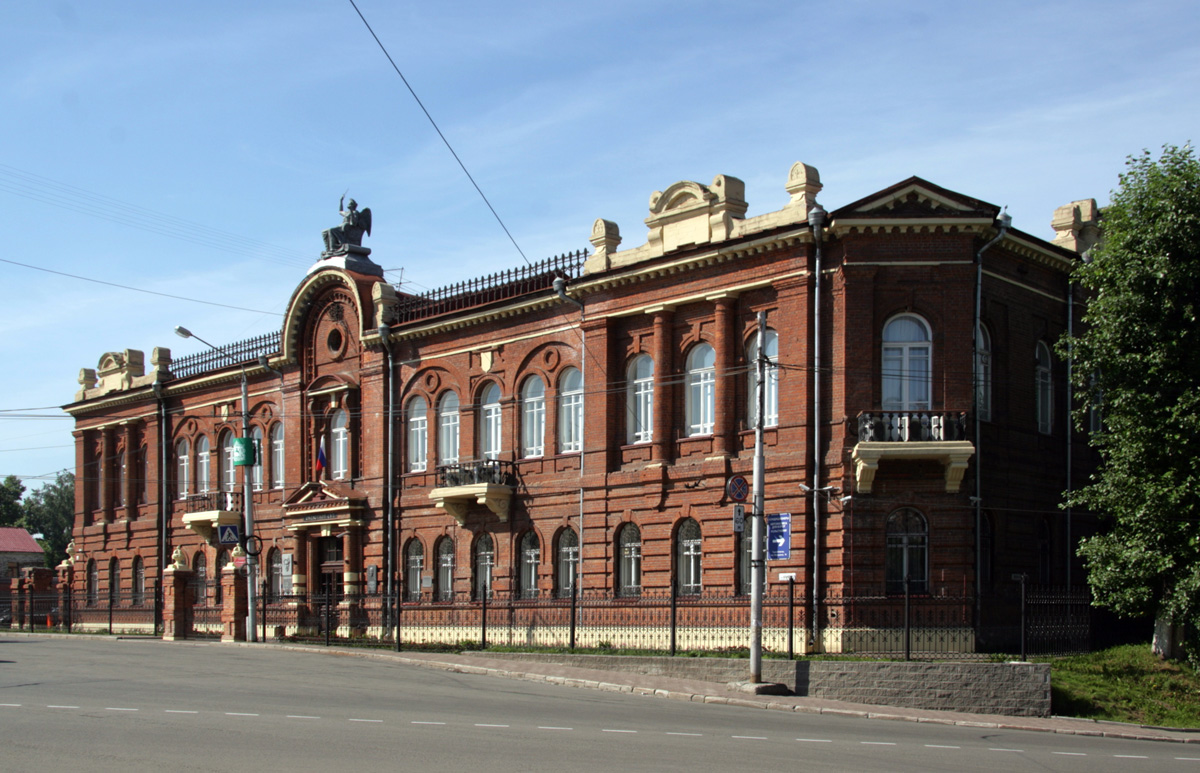
Томский областной суд

- проспект Ленина, дом 42 — магазин торгового дома «Кухтерин и сыновья»  памятник архитектуры 7000153000
- проспект Фрунзе, дом 1 — здание бывшего торгового дома «Кухтерин и сыновья» (начало XX века, архитектор К. К. Лыгин). Ныне — мэрия города Томска.
- Соляная площадь — Окружной суд (1904, К. К. Лыгин). Постройка была оплачена из средств торгового дома «Кухтерин и сыновья». Ныне — Томский областной суд.
- Посёлок Спичечной фабрики (ныне — микрорайон Спичфабрика)[5].

Томск
- улица Софьи Перовской (бывшая Матрёшинская улица), дом 29 — Дом Кухтерина  памятник архитектуры 3800617000.

## Память
«…когда большевики захватили власть в Томске, рабочим Спичечной фабрики „Заря“ купца Кухтерина предложили выбрать депутата в Томский Совет. Они выбрали… Александра Евграфовича Кухтерина, любимого хозяина. Как ни шумели комиссары, пролетариат стоял на своём: хотим хозяина в депутаты, и всё тут. Это вы, товарищи, его „эксплуататором“ кличете, а мы от него худого не видели… Никаким советским депутатом Александр Евграфович, конечно же, не стал. Но так закончилась история Кухтериных».